# Грушецький Іван Самійлович
Іван Самійлович Грушецький (9 (22) серпня 1904 , Комишуваха, Катеринославська губернія  — 26 листопада 1982 , Київ ) — український радянський партійний і державний діяч, Голова Президії Верховної Ради УРСР (1972—1976), Герой Соціалістичної Праці (1974).
У 1952—1981 роках — член ЦК КП України. У 1961—1981 роках — член ЦК КПРС. У грудні 1962 — липні 1972 роках — кандидат у члени Політбюро ЦК КП України. У липні 1972 — жовтні 1976 роках — член Політбюро ЦК КП України. Депутат ВР СРСР 1–9-го скликань, депутат Верховної Ради УРСР 1-го, 6-го і 8—9-го скликань.

## Біографія
Народився 9 (22) серпня 1904 року в селі Комишувасі, тепер селище міського типу Оріхівського району Запорізької області) в родині селянина-бідняка. Навчався у Верхньодніпровській нижчій сільськогосподарській школі імені Е. Бродського, навчання не закінчив.
Трудову діяльність розпочав у 1922 році. У 1922—1923 роках — секретар, а потім голова комітету незаможних селян (КНС) у селі Дудникове Запорізької округи. У 1922 році вступив до комсомолу. У 1923—1928 роках — секретар, а потім голова Дудниківскої сільської ради Запорізької округи, уповноважений Всеукраїнської профспілки працівників землі і лісу («Всеробітземлісу»). У 1928—1929 роках — голова Запорізького районного комітету незаможних селян Запорізької округи.
Член ВКП(б) з 1928 року.
У 1929—1937 роках на керівній радянській роботі в Запорізькій окрузі, Дніпропетровській області. З 1930 року — завідувач Василівського районного фінансового відділу, заступник голови виконкому Василівської районної Ради депутатів трудящих. У 1935—1937 роках — завідувач Велико-Білозерського районного фінансового відділу та голова виконавчого комітету Велико-Білозерської районної Ради депутатів трудящих Дніпропетровської області.
З 1937 року — у виконавчому комітеті Дніпропетровської обласної Ради: в.о. секретаря президії обласного виконавчого комітету (до 20 листопада 1938 року). З 4 жовтня 1938 року — 3-й секретар Дніпропетровського обласного комітету КП (б) України.
З 27 листопада 1939 року — другий секретар Станіславського обласного комітету КП (б) України. Був обраний депутатом Народних Зборів Західної України, членом Секретаріату.
З 4 липня 1940 року — секретар Чернівецького повітового комітету КП (б) України. З серпня 1940 по серпень 1941 року — перший секретар Чернівецького обласного комітету КП (б) України.
З серпня 1941 року — член Військової Ради 40-ї армії, бригадний комісар, полковник. Постановою Ради Народних Комісарів Союзу РСР від 26 травня 1943 року № 592 полковнику Грушецькому І. С. присвоєно військове звання генерал-майор. У 1943 році — член Військової Ради Степового фронту, а з жовтня 1943 року — член Військової Ради 2-го Українського фронту.
З квітня 1944 по 12 січня 1949 року — перший секретар Львівського обласного і міського комітетів КП(б) України. Дружив з майбутнім генеральним секретарем ЦК КПРС Леонідом Брежнєвим, котрий з липня 1945 року по червень 1946 в розпал боротьби з українськими націоналістами працював начальником Політуправління Прикарпатського військового округу та брав участь у придушенні руху за незалежність України — ОУН і проживав у самому центрі міста — готелі «Жорж».
У грудні 1948 — грудні 1949 року — слухач курсів перепідготовки при ЦК ВКП(б) у Москві.
З 6 січня 1950 по 17 лютого 1951 року — перший секретар Львівського обласного комітету КП(б) України.
З 19 лютого 1951 по 24 лютого 1961 року — перший секретар Волинського обласного комітету КП України. У 1959 році закінчив Вищу партійну школу при ЦК КПРС (заочно).
З 11 лютого 1961 по 17 грудня 1962 року — перший секретар Львівського обласного комітету КП України.
З 25 грудня 1962 до 18 березня 1966 року — голова Комітету партійно-державного контролю Ради міністрів Української РСР і ЦК КП України. Одночасно — секретар ЦК КП України і заступник голови Ради міністрів Української РСР. З 18 березня 1966 до липня 1972 року — голова Партійної комісії при ЦК КП України.
Учасник XXII (1961), XXIII (1966), XXIV (1971), XXV (1976) з'їздів КПРС.
Від 28 липня 1972 по 24 червня 1976 — Голова Президії Верховної Ради УРСР.

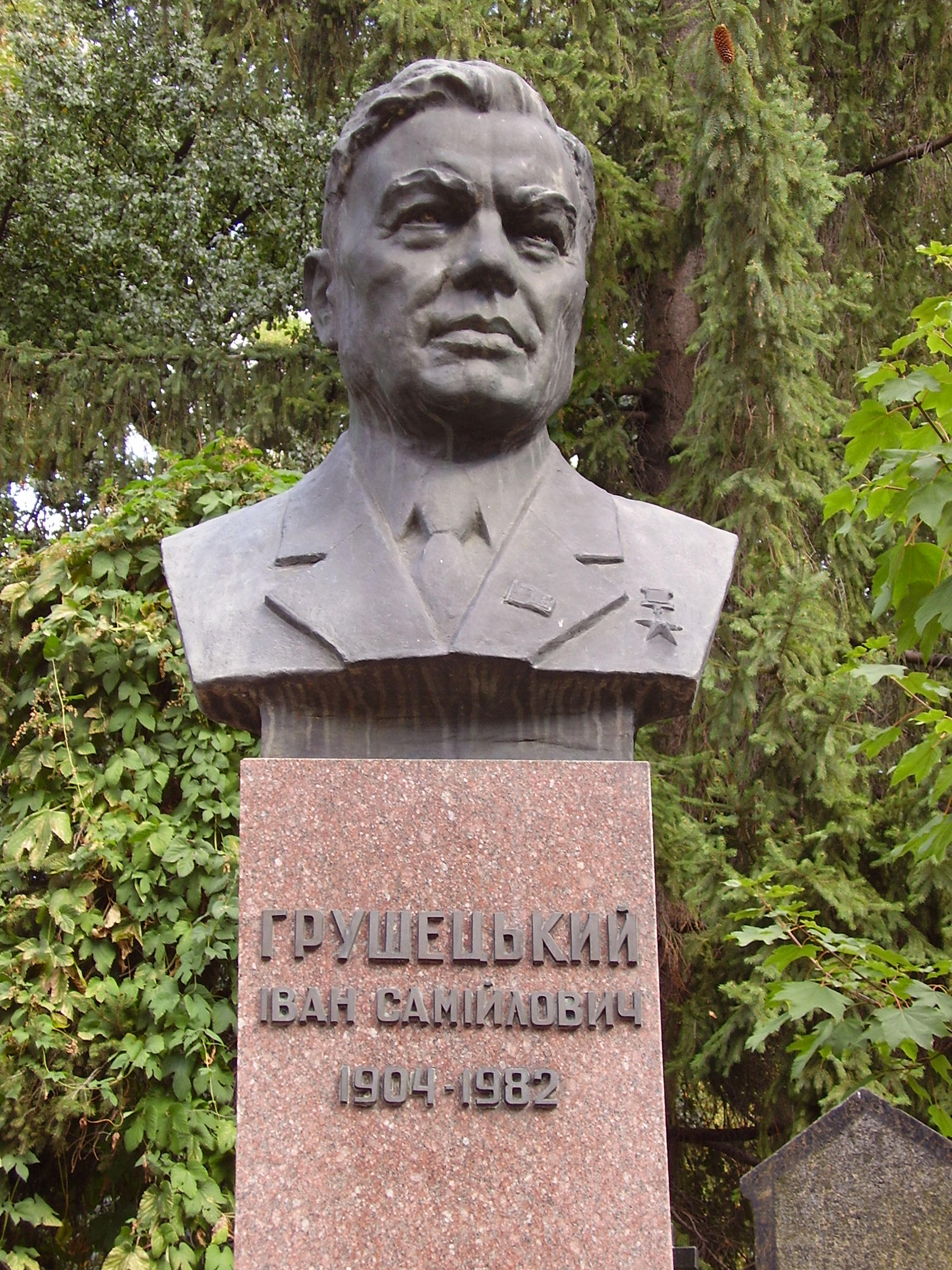
Могила Івана Грушецького

Указом Президії Верховної Ради СРСР від 21 серпня 1974 року Івану Самійловичу Грушецькому присвоєно звання Героя Соціалістичної Праці з врученням ордена Леніна і золотої медалі «Серп і Молот».
З 1976 року — персональний пенсіонер. Жив в Києві. Помер 26 листопада 1982 року в Києві. Похований на Байковому кладовищі (ділянка № 6).

## Нагороди
- Герой Соціалістичної Праці (21.08.1974)
- шість орденів Леніна (23.01.1948; 4.10.1954; 26.02.1958; 28.08.1964; 8.12.1973; 21.08.1974)
- орден Жовтневої Революції (25.08.1971)
- орден Трудового Червоного Прапора (24.06.1976)
- два ордени Червоного Прапора (27.03.1942; 4.02.1943)
- два ордени Вітчизняної війни І ст. (22.02.1944; 1.02.1945)
- медалі